# Visor om Slutet
Visor om Slutet è il terzo album del gruppo musicale finlandese Finntroll, pubblicato nel 2003 dalla Spinefarm. È stato dedicato all'ex chitarrista della band Somnium, morto suicida durante la registrazione dell'album.

## Tracce
1. Suohengen Sija (The Place of the Swamp Spirit) - 2:59
2. Asfågelns Död (The Death of the Carrion Bird) - 3:46
3. Försvinn Du Som Lyser (Begone, You Who Shine) - 2:39
4. Veripuu (Blood Tree) - 1:16
5. Under Varje Rot Och Sten (Under Every Root and Stone) - 3:18
6. Närr Allt Blir Is (When Everything Turns to Ice) - 2:36
7. Den Sista Runans Dans (The Dance of the Last Rune) - 3:45
8. Rov (Prey) - 2:05
9. Madon Laulu (The Worm's Song) - 4:01
10. Svart Djup (Black Depth) - 3:58
11. Avgrunden Öppnas (The Abyss Opens) - 2:20